# Спирална галаксија
Спирална галаксија је тип галаксије у Хабловом низу коју карактеришу следећа физичка својства: знатан укупан момент импулса, галаксија се састоји из језгра које је окружено диском, језгро подсећа на елиптичке галаксије и садржи многе старе звезде (оне које припадају тзв. Популацији II), а обично и супермасивну црну рупу у свом средишту, и диск је раван, ротирајући скуп младих звезда (Популација I), међузвездане материје и расејаних звезданих јата.
Спиралне галаксије су тако назване због тога што се диск састоји од грана, сјајних од формирања звезда, које се приближно логаритамски шире од језгра. Премда их је понекад тешко уочити, ове гране разликују спиралне галаксије од лентикуларних, које имају структуру диска али не и спиралне гране. Дискове спиралних галаксија обично окружују велики сфероидни халои састављени од звезда популације II, од којих се многи налазе сконцентрисани у збијеним звезданим јатима која круже око сентра галаксије. За нашу галаксију, Млечни пут, се дуго сматрало да је спирална, са Sbc класификацијом у Хабловом низу, међутим, недавна истраживања помоћу свемирског телескопа Спицер потврђују да она у ствари припада пречкастим спиралним галаксијама.
Примећено је да отприлике две трећине свих спирала има додатну компоненту у облику шипкасте структуре која се протеже од централне избочине, на чијим крајевима почињу спирални кракови. Удео спирала са пречкама у односу на спирале без њих се вероватно мењао током историје свемира, са само око 10% које садржи шипке пре око 8 милијарди година, на отприлике четвртину пре 2,5 милијарде година, до данас, где преко две трећине галаксија у видљивом универзуму (Хаблова запремина) имају краке.
Млечни пут је спирала са преградама, иако је саму траку тешко посматрати са тренутног положаја Земље унутар галактичког диска. Најубедљивији докази да звезде формирају пречку у галактичком центру долазе из неколико недавних истраживања, укључујући она помоћу Спицеровог свемирског телескопа.
Заједно са неправилним галаксијама, спиралне галаксије чине приближно 60% галаксија у данашњем универзуму. Углавном се налазе у регионима ниске густине и ретке су у центрима галактичких јата.

## Порекло спиралне структуре
Рани пионир истраживања о формирању спиралних грана је био Бертил Линдблад. Он је схватио да је идеја да су звезде трајно распоређене у облик спирале неодржива због „дилеме о намотавању“. Пошто се брзина ротације галактичког диска разликује у зависности од удаљености од средишта галаксије, радијална грана би брзо постала закривљена како галаксија ротира. Грана би, након неколико обрта галаксије, постајала све закривљенија и све би се чвршће обмотавала око галаксије. Међутим, резултати посматрања говоре да се ово не дешава.
Први прихватљиву теорију су осмислили Френк Шу и Лин 1964. Они су сугерисали да су спиралне гране манифестација таласа густине у спирали. Претпоставили су да звезде путују у благо елиптичким орбитама као и да су оријентације њихових орбита у корелацији тј. елипсе се помало разликују у својој оријентацији (једна у односу на другу) уз растућу удаљеност од галактичког центра. Ово је илустровано на дијаграму. Јасно је да се елиптичке орбите у појединим областима приближавају што даје ефекат постојања грана. Звезде, дакле, не остају заувек у позицији у којој их сада видимо, већ пролазе кроз гране док путују својим орбитама.
Алтернативне хипотезе које су предложене укључују таласе формирања звезда који се крећу по галаксији; сјајне звезде настале у тим формирањима брзо одумиру чиме остављају тамније области иза таласа чинећи тако таласе видљивим.

## Примери
- Андромеда
- Вртлог
- Млечни пут
- Триангулум